# Ala I Batavorum
Die Ala I Batavorum [milliaria] [civium Romanorum] [pia fidelis] (deutsch 1. Ala der Bataver [1000 Mann] [der römischen Bürger] [loyal und treu]) war eine römische Auxiliareinheit. Sie ist durch Militärdiplome und Inschriften belegt.

## Namensbestandteile
- Ala: Die Ala war eine Reitereinheit der Auxiliartruppen in der römischen Armee.

- I: Die römische Zahl steht für die Ordnungszahl die erste (lateinisch prima). Daher wird der Name dieser Militäreinheit als Ala prima .. ausgesprochen.

- Batavorum: der Bataver. Die Soldaten der Ala wurden bei Aufstellung der Einheit aus dem Volk der Bataver auf dem Gebiet der römischen Provinz Gallia Belgica rekrutiert.

- milliaria: 1000 Mann.[A 1] Der Zusatz kommt in Militärdiplomen von 112 bis 158 und in einer Inschrift[1] vor.

- civium Romanorum: der römischen Bürger. Den Soldaten der Einheit war das römische Bürgerrecht zu einem bestimmten Zeitpunkt verliehen worden. Für Soldaten, die nach diesem Zeitpunkt in die Einheit aufgenommen wurden, galt dies aber nicht. Sie erhielten das römische Bürgerrecht erst mit ihrem ehrenvollen Abschied (Honesta missio) nach 25 Dienstjahren. Der Zusatz kommt in den Militärdiplomen von 101 bis 115 vor.

- pia fidelis: loyal und treu. Domitian (81–96) verlieh den ihm treu gebliebenen römischen Streitkräften in Germania inferior nach der Niederschlagung des Aufstands von Lucius Antonius Saturninus die Ehrenbezeichnung pia fidelis Domitiana.[2] Der Zusatz kommt in den Militärdiplomen von 112 bis 115 vor.

Die Einheit war eine Ala milliaria. Die Sollstärke der Ala lag bei 720 Mann, bestehend aus 24 Turmae mit jeweils 30 Reitern.

## Geschichte
Die Ala war in den Provinzen Germania inferior, Pannonia superior und Dacia superior (in dieser Reihenfolge) stationiert. Sie ist auf Militärdiplomen für die Jahre 98 bis 179 n. Chr. aufgeführt.
Der erste Beleg für eine Ala Batavorum findet sich in den Historiae (Buch IV, Kapitel 18) von Tacitus; er erwähnt diese Einheit mit ihrem Präfekten Claudius Labeo. Da sich diese Ala Batavorum aber dem Bataveraufstand unter Iulius Civilis anschloss, wurde teilweise vermutet, dass sie nach der Niederschlagung des Aufstands aufgelöst wurde. Bei der Ala I Batavorum milliaria habe es sich daher um eine spätere Neugründung gehandelt; denkbar sei aber auch eine Zusammenlegung zweier Einheiten bzw. die Erweiterung einer bestehenden Ala quingenaria zu einer Ala milliaria. Allerdings gilt mittlerweile durchaus als plausibel, dass die Kohorte des Claudius Labeo bestehen blieb.
Durch ein Diplom ist die Ala 98 in Germania inferior nachgewiesen. In dem Diplom wird die Ala als Teil der Truppen (siehe Römische Streitkräfte in Germania inferior) aufgeführt, die in der Provinz stationiert waren. Ein weiteres Diplom, das auf 101 datiert ist, belegt die Einheit in derselben Provinz. Die Ala hielt sich aber schon vor 89 in der Provinz auf, da sie die Ehrenbezeichnung pia fidelis nach der Niederschlagung des Aufstands von Lucius Antonius Saturninus erhielt.
Zu einem unbestimmten Zeitpunkt wurde die Einheit in die Provinz Pannonia superior verlegt, wo sie erstmals durch ein Diplom nachgewiesen ist, das auf 112 datiert ist. In dem Diplom wird die Ala als Teil der Truppen (siehe Römische Streitkräfte in Pannonia superior) aufgeführt, die in der Provinz stationiert waren. Möglicherweise hing die Verlegung zusammen mit den Dakerkriegen des Kaisers Trajan zusammen. Ein weiteres Diplom, das auf 115 datiert ist, belegt die Einheit in derselben Provinz.
Zwischen 115 und 136/138 wurde die Einheit in die Provinz Dacia superior verlegt, wo sie erstmals durch ein Diplom nachgewiesen ist, das auf 136/138 datiert ist. In dem Diplom wird die Ala als Teil der Truppen (siehe Römische Streitkräfte in Dacia superior) aufgeführt, die in der Provinz stationiert waren. Weitere Diplome, die auf 142 bis 179 datiert sind, belegen die Einheit in derselben Provinz.
Der letzte Nachweis der Ala beruht auf zwei Inschriften, die auf 253 datiert werden.

## Standorte
Standorte der Ala in Dacia waren möglicherweise:
- Kastell Boroșneu Mare (unwahrscheinlich)
- Kastell Războieni-Cetate (gesichert)[13]

## Angehörige der Ala
Folgende Angehörige der Ala sind bekannt:

### Kommandeure
| - [] Rufus: er wird auf dem Diplom von 98 als Kommandeur genannt. - Aurelius Valentinus - Claudius Labeo, ein Präfekt - Gaius Iulius Corinthianus, ein Präfekt | - Marcus Publicianus Rhesus, ein Präfekt - Quintus Iulius Bovius Avitus: er wird auf dem Diplom von 115 als Kommandeur genannt. - Titus Attius Tutor, ein Präfekt - Rhesus, ein Präfekt - unsicher: Titus Vibius Pius (AE 1933, 270) |

### Sonstige
| - [?], ein Soldat: das Diplom von 98 wurde für ihn ausgestellt. - Ael(ius) Dubitatus, ein Missicius (AE 1987, 829); er war auch Soldat der Ala I Illyricorum. - Aurel(ius) Bithus, ein Reiter (AE 1991, 1553) - Claventius Silvanus, ein Veteran (AE 1990, 990) - Dasas [S]cenobarbi, ein Reiter (CIL 3, 7800) | - M(arcus) Ulpius Victor, ein Soldat: das Diplom von 115 wurde für ihn ausgestellt. - Ael(ius) Verecundinus (AE 1993, 1577) - Atilius Celsianus (CIL 3, 933) - Aurel(ius) Occon Quetianus (AE 1991, 1348) |